# Рыбьи пиявки
Рыбьи пиявки (лат. Piscicolidae) — семейство кольчатых червей из отряда хоботных пиявок (Rhynchobdellida).

## Описание
Пиявки разного размера с цилиндрическим телом или иногда уплощенные. На переднем конце тела имеется дискообразная присоска, которая отчётливо обособлена от остальной части тела. Размер присоски на заднем конце тела у разных видов значительно отличается. На задней присоске часто имеются глазчатые пятна.

## Образ жизни
Большинство рыбьих пиявок — это морские формы, однако существует ряд пресноводных видов, например, встречающиеся в средних и северных широтах России. В основном, паразиты рыб, хотя по некоторым сведениям существуют паразиты ракообразных, морских пауков и черепах (род Ozobranchus). Некоторые авторы относят род Ozobranchus к семейству Ozobranchidae.
При массовом размножении могут наносить серьёзный ущерб рыбному хозяйству. Вызывает заболевание писциколёз.

## Классификация
На январь 2019 года семейство подразделяют на 3 подсемейства, а в него также включают несколько видов вне подсемейств:
- Подсемейство Platybdellinae Epshtein, 1970
- Подсемейство Piscicolinae Johnston, 1865
- Подсемейство Pontobdellinae Llewellyn, 1966